# Things Falling Apart
Things Falling Apart (укр. Речі розпадаються на частини) — альбом реміксів американського індастриал-гурту Nine Inch Nails, виданий в 2000 році. В системі нумерації Halo альбом позначений як Halo 16.

## Список композицій

### CD версія
| #   | Назва                               | Реміксер(и)                   | Тривалість |
| --- | ----------------------------------- | ----------------------------- | ---------- |
| 1.  | «Slipping Away»                     | Резнор, Алан Моулдер          | 6:11       |
| 2.  | «The Great Collapse»                | Резнор, Моулдер               | 4:42       |
| 3.  | «The Wretched» (Version)            | Кіт Гіллебрандт               | 5:52       |
| 4.  | «Starfuckers, Inc.» (Version)       | Едріан Шервуд                 | 5:11       |
| 5.  | «The Frail» (Version)               | Benelli                       | 2:47       |
| 6.  | «Starfuckers, Inc.» (Version)       | Дейв Огилві                   | 6:06       |
| 7.  | «Where Is Everybody?» (Version)     | Денні Лонер, Telefon Tel Aviv | 5:07       |
| 8.  | «Metal» (кавер-версія Гері Ньюмана) |                               | 7:05       |
| 9.  | «10 Miles High» (Version)           | Гіллебрандт                   | 5:11       |
| 10. | «Starfuckers, Inc.» (Version)       | Чарлі Клоузер                 | 5:09       |

### Грамплатівка
| Перша сторона | Перша сторона                 | Перша сторона   | Перша сторона |
| #             | Назва                         | Реміксер(и)     | Тривалість    |
| ------------- | ----------------------------- | --------------- | ------------- |
| 1.            | «Slipping Away»               | Резнор, Моулдер | 6:11          |
| 2.            | «The Great Collapse»          | Резнор, Моулдер | 4:42          |
| 3.            | «The Wretched» (Version)      | Гіллебрандт     | 5:52          |
| 4.            | «Starfuckers, Inc.» (Version) | Шервуд          | 5:11          |

| Друга сторона | Друга сторона                       | Друга сторона           | Друга сторона |
| #             | Назва                               | Реміксер(и)             | Тривалість    |
| ------------- | ----------------------------------- | ----------------------- | ------------- |
| 1.            | «The Frail» (Version)               | Benelli                 | 2:47          |
| 2.            | «Starfuckers, Inc.» (Version)       | Огілві                  | 6:06          |
| 3.            | «10 Miles High» (Version)           | Гіллебрандт             | 5:11          |
| 4.            | «Metal» (кавер-версія Гері Ньюмана) |                         | 7:05          |
| 5.            | «Where Is Everybody?» (Version)     | Лонер, Telefon Tel Aviv | 5:07          |
| 6.            | «Starfuckers, Inc.» (Version)       | Клоузер                 | 5:09          |